# Смит, Гордон (футболист, 1924)
Гордон Смит (англ. Gordon Smith 25 мая 1924, Эдинбург — 7 августа 2004, Норт-Бервик, Восточный Лотиан) — шотландский футболист, игрок сборной Шотландии.

## Биография

### Клубная карьера
Смит родился в Эдинбурге, и на молодёжном уровне играл за ряд команд. В 1941 году присоединился к клубу «Хиберниан», в составе которого отыграл 18 сезонов, выиграв с командой три чемпионских титула, а также ряд других трофеев. Он стал частью знаменитой чемпионской команды того времени, которая выигрывала национальные титулы. Всего в чемпионате Шотландии Смит сыграл за эту команду 247 матчей и забил 170 голов.
В 1959 году перешёл в «Харт оф Мидлотиан», в котором отыграл два сезона, выиграв в 1960 году чемпионский титул и Кубок Шотландской лиги.
В 1961 году перешёл в «Данди», в котором отыграл три сезона и выиграл чемпионский титул 1962 года. Завершил карьеру в клубе «Драмкондра», в котором сыграл одну игру.

### Карьера в сборной
В составе сборной Шотландии сыграл 19 матчей и забил четыре гола. Смита сравнивали с его английскими сверстниками Стэнли Мэттьюзом и Томом Финни.

### Смерть
Скончался 7 августа 2004 года в возрасте 80 лет; последние годы жизни Смит страдал от болезни Альцгеймера .